# André Bayssière
André Bayssière (* 20. August 1943 in Hautefage-la-Tour) ist ein ehemaliger französischer Radrennfahrer.

## Sportliche Laufbahn
Bayssière war im Straßenradsport und im Querfeldeinrennen (heutige Bezeichnung Cyclocross) aktiv. Als Amateur gewann er die Route du Vin 1964 mit einem Etappensieg, die Tour des Bouches-du-Rhône sowie die französische Militärmeisterschaft im Straßenrennen 1965. 1965 startete er in der Tour de l’Avenir. Während der Rundfahrt wurde er wie auch sein Teamkollege Charly Grosskost positiv auf ein Dopingmittel getestet und daraufhin für sechs Monate gesperrt.
Von 1966 bis 1969 war Berufsfahrer im Radsportteam Peugeot. 1968 siegte er im Rennen Boucles du Bas-Limousin. Zweiter wurde er 1967 im Circuit d’Auvergne. Im Querfeldeinrennen kam er in der nationalen Meisterschaft 1967 auf den dritten Rang. Er war Teilnehmer der Cyclocross-Weltmeisterschaften 1967.
Bayssière bestritt alle Grand Tours.

## Grand-Tour-Platzierungen
| Grand Tour            | 1967 | 1968 | 1969 |
| --------------------- | ---- | ---- | ---- |
| Vuelta a EspañaVuelta | 70   | –    | –    |
| Giro d’ItaliaGiro     | DNF  | –    | –    |
| Tour de FranceTour    | 19   | 22   | 31   |